# أبو اثنين (رماح)
أبو اثنين، هي قرية من فئة (أ) تقع في محافظة رماح، والتابعة لمنطقة الرياض في السعودية. وتبعد أبو اثنين عن محافظة رماح بمسافة تقارب () كم.